# یواس‌ان‌اس ادونچروس (تی‌ای‌جی‌اواس-۱۳)
یواس‌ان‌اس ادونچروس (تی‌ای‌جی‌اواس-۱۳) (به انگلیسی: USNS Adventurous (T-AGOS-13)) یک کشتی بود که طول آن ۲۲۴ فوت (۶۸ متر) بود. این کشتی در سال ۱۹۸۷ ساخته شد.